# 七里乡 (进贤县)
七里乡，是中华人民共和国江西省南昌市进贤县下辖的一个乡镇级行政单位。

## 行政区划
七里乡下辖以下地区：
七里社区、七里村、瑶溪村、石桥村、谷升村、青湖村、罗源村、仓下村、寺背村、东红村、金溪村、裕坊村、明星村、白岐村、建设村、兰溪村和太和村。